# 野地二見
野地 二見（のじ ふたみ、1925年10月30日 - 2018年3月9日）は日本の実業家。フジテレビ勤務を経て、産経新聞社取締役、日本工業新聞社副社長、第二電電常任顧問、ツーカーセルラー東海社長などを歴任。同台経済懇話会常任幹事。

## 略歴
福島県二本松町生まれ。仙台陸軍幼年学校および陸軍士官学校（59期）を卒業。戦後、中央大学を卒業。日本の復興推進のための陸士・陸幼出身の経営者団体の必要性を感じ、同台経済懇話会を創立し、常任幹事に就任する。
2018年3月9日、末期腎不全のため死去。92歳没。